# Campeonato da NACAC de Atletismo Sub-23 de 2010
A 6ª edição do Campeonato da NACAC de Atletismo Sub-23 foi um campeonato de atletismo organizado pela NACAC no Complexo Desportivo Ansin, na cidade de Miramar, na Flórida, Estados Unidos, entre 9 a 11 de julho de 2010. O campeonato contou com a participação de 257 atletas de 21 nacionalidades distribuídos em 44 provas, com destaque para os Estados Unidos com 74 medalhas no total, sendo 31 de ouro. 

## Medalhistas
Resultados completos foram publicados. 

### Masculino
| Evento                      | Ouro                                                                            | Ouro       | Prata                                                                       | Prata      | Bronze                                                                             | Bronze     |
| --------------------------- | ------------------------------------------------------------------------------- | ---------- | --------------------------------------------------------------------------- | ---------- | ---------------------------------------------------------------------------------- | ---------- |
| 100 metros                  | Sam Effah (CAN)                                                                 | 10.06      | Oshane Bailey (JAM)                                                         | 10.11      | Maurice Mitchell (USA)                                                             | 10.14      |
| 200 metros                  | Curtis Mitchell (USA)                                                           | 20.06w     | Brandon Byram (USA)                                                         | 20.46w     | Rasheed Dwyer (JAM)                                                                | 20.64w     |
| 400 metros                  | Tavaris Tate (USA)                                                              | 45.36      | Joey Hughes (USA)                                                           | 45.79      | Demetrius Pinder (BAH)                                                             | 45.90      |
| 800 metros                  | Charles Jock (USA)                                                              | 1:45.65    | Aaron Evans (BER)                                                           | 1:47.79    | Gavyn Nero (TRI)                                                                   | 1:48.16    |
| 1 500 metros                | Olivier Collin (CAN)                                                            | 3:44.45    | Ben Blankenship (USA)                                                       | 3:45.43    | Anthony Berkis (CAN)                                                               | 3:46.36    |
| 5 000 metros                | Diego Alberto Borrego (MEX)                                                     | 14:32.90   | Mike Crouch (USA)                                                           | 14:33.33   | Mohamed Ige (USA)                                                                  | 14:38.95   |
| 10 000 metros               | Ahmed Osman (USA)                                                               | 30:38.22   | Colin Mickow (USA)                                                          | 30:42.16   | José Mireles (MEX)                                                                 | 32:38.44   |
| 20 km marcha atlética       | Isaac Palma (MEX)                                                               | 1:28:53.38 | Jorge Zarate (MEX)                                                          | 1:39:39.43 | Dan Serianni (USA)                                                                 | 1:41:29.23 |
| 110 metros barreiras        | Ronnie Ash (USA)                                                                | 12.98w     | Ryan Brathwaite (BAR)                                                       | 13.10w     | Johnny Dutch (USA)                                                                 | 13.30w     |
| 400 metros barreiras        | Jeshua Anderson (USA)                                                           | 49.33      | Winder Cuevas (DOM)                                                         | 50.13      | Reggie Wyatt (USA)                                                                 | 50.15      |
| 3.000 metros com obstáculos | Donn Cabral (USA)                                                               | 8:52.67    | Álvaro Abreu (DOM)                                                          | 9:27.18    | Stephen Finley (USA)                                                               | 9:57.49    |
| 4×100 metros estafetas      | Estados Unidos · Fred Rose · Brandon Byram · Maurice Mitchell · Curtis Mitchell | 38.96      | Jamaica · Oshane Bailey · Ramone McKenzie · Jacques Harvey · Rasheed Dwyer  | 39.36      |                                                                                    |            |
| 4×400 metros estafetas      | Estados Unidos · LeJerald Betters · O'Neal Wilder · Joey Hughes · Tavaris Tate  | 2:58.83    | Bahamas · Latoy Williams · Demetrius Pinder · Jamal Butler · Sean Pickstock | 3:02.91    | Trinidad e Tobago · Ade Alleyne-Forte · Zwede Hewitt · Gavyn Nero · Emanuel Mayers | 3:07.95    |
| Salto em altura             | Paul Hamilton (USA)                                                             | 2.23m      | Ricky Robertson (USA)                                                       | 2.23m      | Jamal Wilson (BAH)                                                                 | 2.13m      |
| Salto com vara              | Jordan Scott (USA)                                                              | 5.56m      | Deryk Theodore (CAN)                                                        | 5.10m      | Ryan Vu (CAN)                                                                      | 5.00m      |
| Salto em comprimento        | Christian Taylor (USA)                                                          | 7.82m      | Chris Phipps (USA)                                                          | 7.80m      | Marcos Amalbert (PUR)                                                              | 7.50m      |
| Salto triplo                | Christian Taylor (USA)                                                          | 16.66m     | Josh Como (USA)                                                             | 15.95m     | J'Vente Deveaux (BAH)                                                              | 15.55m     |
| Arremesso de peso           | Kurt Roberts (USA)                                                              | 18.60m     | Aaron Studt (USA)                                                           | 18.21m     | O'Dayne Richards (JAM)                                                             | 18.03m     |
| Lançamento de disco         | Mason Finley (USA)                                                              | 59.59      | Mario Cota (MEX)                                                            | 58.01      | Nick Jones (USA)                                                                   | 57.03      |
| Lançamento do martelo       | Chris Cralle (USA)                                                              | 70.71m     | Walter Henning (USA)                                                        | 69.33m     | Trey Henderson (CAN)                                                               | 66.28m     |
| Lançamento do dardo         | Juan José Méndez (MEX)                                                          | 69.94m     | Cooper Thompson (USA)                                                       | 69.52m     | Brian Moore (USA)                                                                  | 68.41m     |
| Decatlo                     | Gray Horn (USA)                                                                 | 7510 pts   | Nichola Trubachik (USA)                                                     | 7497 pts   | Reid Gustavson (CAN)                                                               | 6866 pts   |

### Feminino
| Evento                      | Ouro                                                                               | Ouro     | Prata                                                                             | Prata    | Bronze                                                                                 | Bronze   |
| --------------------------- | ---------------------------------------------------------------------------------- | -------- | --------------------------------------------------------------------------------- | -------- | -------------------------------------------------------------------------------------- | -------- |
| 100 metros                  | Jeneba Tarmoh (USA)                                                                | 11.00w   | Samantha Henry (JAM)                                                              | 11.25w   | Kenyanna Wilson (USA)                                                                  | 11.32w   |
| 200 metros                  | Tiffany Townsend (USA)                                                             | 22.92w   | Kimberley Hyacinthe (CAN)                                                         | 23.14w   | Candyce McGrone (USA)                                                                  | 23.16w   |
| 400 metros                  | Shelise Williams (USA)                                                             | 53.08    | Ebony Collins (USA)                                                               | 53.31    | Raysa Sánchez (DOM)                                                                    | 54.08    |
| 800 metros                  | Jessica Smith (CAN)                                                                | 2:04.96  | Christina Rodgers (USA)                                                           | 2:05.00  | Anna Layman (USA)                                                                      | 2:05.39  |
| 1 500 metros                | Keri Bland (USA)                                                                   | 4:24.38  | Jessica O'Connell (CAN)                                                           | 4:25.78  | Ashley Verplank (USA)                                                                  | 4:28.75  |
| 5 000 metros                | Jessica O'Connell (CAN)                                                            | 17:15.73 | Beatriz Hernández (MEX)                                                           | 17:32.75 | Tara Erdmann (USA)                                                                     | 18:27.49 |
| 10 000 metros               | Sarah Porter (USA)                                                                 | 36:15.51 | Dianna Cisneros (MEX)                                                             | 36:59.66 | Amanda Goetschius (USA)                                                                | 37:18.81 |
| 10 km marcha atlética       | Erandi Uribe (MEX)                                                                 | 50:12.27 | Lauren Forgues (USA)                                                              | 51:06.38 | Lizbeth Silva (MEX)                                                                    | 52:31.78 |
| 100 metros barreiras        | Tierra Brown (USA)                                                                 | 12.86w   | Michaylin Golladay (USA)                                                          | 13.07w   | Rosemarie Carty (JAM)                                                                  | 13.22w   |
| 400 metros barreiras        | Tierra Brown (USA)                                                                 | 55.14    | Tameka Jameson (USA)                                                              | 55.97    | Nikita Tracey (JAM)                                                                    | 56.89    |
| 3.000 metros com obstáculos | Rebeka Stowe (USA)                                                                 | 10:08.58 | Stephanie Garcia (USA)                                                            | 10:20.50 | Sara Prieto (MEX)                                                                      | 10:54.34 |
| 4×100 metros estafetas      | Estados Unidos · Jeneba Tarmoh · Amber Purvis · Tiffany Townsend · Kenyanna Wilson | 43.07    | Jamaica · Rosemarie Carty · Samantha Henry · Audrea Segree · Trisha-Ann Hawthorne | 44.20    | Bahamas · Charlesha Lightbourne · Yanique Clarke · Ashley Hanna · Michelle Cumberbatch | 46.82    |
| 4×400 metros estafetas      | Estados Unidos · Ebony Collins · Amber Purvis · Shelise Williams · Tameka Jameson  | 3:29.80  | Jamaica · Verone Chambers · Nikita Tracey · Andrea Reid · Alecia Cutenar          | 3:38.05  | Canadá · Amonn Nelson · Jessica Smith · Miana Griffiths · Sarah Wells                  | 3:40.09  |
| Salto em altura             | Amber Kaufman (USA)                                                                | 1.86m    | April Sinkler (USA)                                                               | 1.81m    | Paola Fuentes (MEX) · Caleigh Bacchus (TRI)                                            | 1.76m    |
| Salto com vara              | Gabriella Duclos-Lasnier (CAN)                                                     | 4.30m    | Melissa Gergel (USA)                                                              | 4.10m    | Ariane Beaumont-Courteau (CAN) · Rachel Laurent (USA)                                  | 3.90m    |
| Salto em comprimento        | Shara Proctor (AIA)                                                                | 6.43m    | Bianca Stuart (BAH)                                                               | 6.42m    | April Sinkler (USA)                                                                    | 6.33m    |
| Salto triplo                | Kimberly Williams (JAM)                                                            | 14.14m w | Ashika Charan (USA)                                                               | 13.35m w | Melissa Ogbourne (JAM)                                                                 | 13.14m w |
| Arremesso de peso           | Karen Shump (USA)                                                                  | 17.43m   | Anna Jelmini (USA)                                                                | 16.58m   | Julie Labonté (CAN)                                                                    | 15.89m   |
| Lançamento de disco         | Anna Jelmini (USA)                                                                 | 56.70m   | Jeneva McCall (USA)                                                               | 56.16m   | Paulina Flores (MEX)                                                                   | 47.49m   |
| Lançamento do martelo       | Heather Steacy (CAN)                                                               | 67.20m   | Jeneva McCall (USA)                                                               | 64.17m   | Gwen Berry (USA)                                                                       | 62.55m   |
| Lançamento do dardo         | Liz Gleadle (CAN)                                                                  | 53.72m   | Fresa Núñez (DOM)                                                                 | 53.11m   | Marissa Tschida (USA)                                                                  | 50.07m   |
| Heptatlo                    | Kiani Profit (USA)                                                                 | 5576 pts | Dorcas Akinniyi (USA)                                                             | 5204 pts | Makeba Alcide (LCA)                                                                    | 5172 pts |

## Quadro de medalhas
A contagem de medalhas foi publicada. 
| Ordem | País                 | Medalha de ouro | Medalha de prata | Medalha de bronze | Total |
| ----- | -------------------- | --------------- | ---------------- | ----------------- | ----- |
| 1     | Estados Unidos       | 31              | 25               | 18                | 74    |
| 2     | Canadá               | 7               | 3                | 7                 | 17    |
| 3     | México               | 4               | 4                | 5                 | 13    |
| 4     | Jamaica              | 1               | 5                | 5                 | 11    |
| 5     | Anguila              | 1               | 0                | 0                 | 1     |
| 6     | República Dominicana | 0               | 3                | 1                 | 4     |
| 7     | Bahamas              | 0               | 2                | 4                 | 6     |
| 8     | Barbados             | 0               | 1                | 0                 | 1     |
| 8     | Bermudas             | 0               | 1                | 0                 | 1     |
| 10    | Trinidad e Tobago    | 0               | 0                | 3                 | 3     |
| 11    | Porto Rico           | 0               | 0                | 1                 | 1     |
| 11    | Santa Lúcia          | 0               | 0                | 1                 | 1     |
| Total | Total                | 44              | 44               | 45                | 133   |

## Participação
Uma lista preliminar dos países participantes em 21 de maio de 2010 foi publicada.  De acordo com uma contagem não oficial, 257 atletas de 21 países participaram.
| - Anguila (4) - Antígua e Barbuda (3) - Bahamas (23) - Barbados (6) - Bermudas (2) - Ilhas Virgens Britânicas (2) | - Canadá (29) - Ilhas Caimã (4) - Costa Rica (4) - República Dominicana (15) - Jamaica (22) | - México (29) - Antilhas Holandesas (4) - Nicarágua (1) - Porto Rico (8) - São Cristóvão e Neves (5) | - Santa Lúcia (2) - São Vicente e Granadinas (1) - Trinidad e Tobago (14) - Turcas e Caicos (1) - Estados Unidos (78) |

Legenda
| Recorde mundial       | Recorde mundial (World record)               |                       | Recorde africano                      | Recorde africano (African) |                                           | Q | Classificado por posição (Qualified) |
| Recorde do campeonato | Recorde do campeonato (Championship record)  | Recorde da América    | Recorde da América (Americas)         | q                          | Classificado por melhor tempo (Qualified) |   |                                      |
| Melhor marca do ano   | Melhor marca do ano (World leading)          | Recorde asiático      | Recorde asiático (Asian)              | DNS                        | Não largou (Did not start)                |   |                                      |
| Recorde nacional      | Recorde nacional (National record)           | Recorde europeu       | Recorde europeu (European)            | DNF                        | Não terminou (Did not finish)             |   |                                      |
| Recorde pessoal       | Recorde pessoal do atleta (Personal best)    | Recorde da Oceania    | Recorde da Oceania (Oceania)          | DSQ / DQ                   | Desclassificado (Disqualified)            |   |                                      |
| Recorde da temporada  | Recorde da temporada do atleta (Season best) | Recorde sul-americano | Recorde sul-americano (South America) | NM                         | Sem marca (No mark)                       |   |                                      |